# Bisalahalli, Bellary
Bisalahalli là một làng thuộc tehsil Bellary, huyện Bellary, bang Karnataka, Ấn Độ.